# 1944

## Події
- 1 січня — Берут Болеслав був вибраний засідателем Крайової Ради Народової
- 27 січня — заснування нагород Української повстанської армії
- 18 травня — за наказом Сталіна кримськотатарський народ був звинувачений у колабораціонізмі та депортований з Криму
- 18 травня — 2-гий Польський корпус генерала Андерса захопив монастир Монте-Кассіно (Італія), відкривши союзникам дорогу на Рим
- 6 червня — в Нормандії висадилися війська альянсу під керівництвом Ейзенхауера
- 11 липня — засновано Українську Головну Визвольну Раду — політичний провід УПА
- 8 серпня — у Берліні повішені вісім німецьких офіцерів, обвинувачених у підготовці замаху на Гітлера
- 25 серпня — силами американської 4-ї піхотної дивізії та французької 2-ї панцирної дивізії Париж звільнено від німецьких окупаційних військ, більшість з яких здалися в полон
- 20 вересня — в БРСР утворена Полоцька область
- 7 листопада — розпорядженням Ради Народних комісарів СРСР № 11.06-р засновано Київський автомобільно-дорожній інститут (КАДІ) — майбутній Національний транспортний університет (НТУ)
- 26 жовтня — Війська США знищили японський окупаційний флот в затоці Лійт на Філіппінах
- 16 грудня — Початок контрнаступу німецьких військ в Арденнах

## Вигадані події
- У 1944 році відбуваються події фільму «Перший месник».

## Народились
Дивись також Категорія:Народились 1944
- 9 січня — Джиммі Пейдж, рок-музикант (Led Zeppelin, The Yardbirds).
- 12 січня — Джо Фрейзер, американський боксер, олімпійський чемпіон 1964, чемпіон світу у важкій вазі 1970—1973 (версії WBC та WBA)
- 21 січня — Нахапетов Родіон Рафаїлович, російський режисер, актор.
- 26 січня — Анджела Девіс, американська комуністка, борець за громадянські права чорношкірих.
- 27 січня — Нік Мейсон, англійський рок-музикант (Pink Floyd).
- 22 лютого — Джонатан Деммі, американський кінорежисер.
- 23 лютого — Янковський Олег Іванович, російський актор.
- 29 лютого — Денніс Фаріна, актор.
- 29 лютого — О. О. Мороз (1944-), український політик.
- 1 березня — Роджер Долтрі, англійський рок-співак (The Who).
- 13 березня — Ігор Кіо, російський ілюзіоніст.
- 21 березня — Тімоті Далтон, англійський кіноактор.
- 23 березня — Рік Окасек, американський рок-музикант, композитор, гітарист групи The Cars.
- 26 березня — Даяна Росс, американська співачка.
- 1 квітня — Володимир Крайнєв, радянський піаніст
- 7 квітня — Герхард Шредер, німецький політик, канцлер ФРН (з 1998 р.).
- 12 квітня — Джон Кай, лідер і вокаліст американської групи Steppenwolf.
- 13 квітня — Джек Кессіді, рок-музикант.
- 15 квітня — Джохар Дудаєв, перший президент Чеченської республіки (1991—1996 рр.).
- 23 квітня — Тоні Еспозіто, легендарний канадський хокеїст.
- 27 квітня — Куба Гудінг, американський співак.
- 5 травня — Жан-П'єр Лод, актор.
- 14 травня — Джордж Лукас, американський кінорежисер, продюсер.
- 20 травня — Джо Кокер, англійський рок-співак, композитор.
- 28 травня — Гледіс Найт, американська співачка.
- 29 травня — Гельмут Бергер, німецький актор.
- 4 червня — Мішель Філліпс, співачка (The Mamas and the Papas).
- 6 червня — Монті Александер, американський джазовий піаніст.
- 12 червня — Томмі Сміт, американський легкоатлет.
- 21 червня — Тоні Скотт, англійський кінорежисер.
- 21 червня — Рей Девіс, гітарист, співак, композитор (The Kinks).
- 24 червня — Джефф Бек, англійський рок-музикант (The Yardbirds).
- 26 червня — Зюганов Геннадій Андрійович, голова Компартії Росії.
- 5 липня — Роббі Робертсон, канадський гітарист (The Band).
- 7 липня — Тото Кутуньо, італійський композитор, співак.
- 13 липня — Ерно Рубик, угорський винахідник, конструктор головоломки «кубик Рубика».
- 22 липня — Річард Девіс, англійський рок-музикант, співак (Supertramp).
- 31 липня — Джеральдіна Чаплін, американська кіноакторка.
- 2 серпня — Джоанна Кессіді, американська акторка.
- 6 серпня — Ітигілов Олександр Атайович, український кінооператор і кінорежисер.
- 7 серпня — Джон Гловер, американський актор.
- 15 серпня — Джанфранко Ферре, італійський кутюр'є.
- 20 серпня — Раджив Ганді, прем'єр-міністр Індії (1984—1999 рр.).
- 25 серпня — Сергій Соловйов, російський кінорежисер.
- 2 вересня — Олександр Філіпенко, російський актор.
- 6 вересня — Роджер Уотерс, засновник і лідер групи Pink Floyd.
- 7 вересня — Бора Милутинович, югославський футбольний тренер.
- 12 вересня — Володимир Співаков, російський скрипаль-віртуоз.
- 12 вересня — Барі Вайт, американський співак.
- 13 вересня — Жаклін Біссет, французька акторка.
- 17 вересня — Райнхольд Месснер, австрійський альпініст.
- 25 вересня — Майкл Дуглас, американський кіноактор.
- 4 жовтня — Валерій Поркуян, український футболіст.
- 5 жовтня — Олександр Якович Михайлов, російський кіноактор.
- 13 жовтня — Роберт Лемм, американський рок-співак, композитор, музикант.
- 14 жовтня — Вадим Спиридонов, радянський кіноактор.
- 24 жовтня — Віктор Прокопенко, український футболіст, тренер.
- 24 жовтня — Мартін Кемпбелл, новозеландський кінорежисер.
- 25 жовтня — Джон Андерсон, британський рок-музикант, співак (Yes).
- 27 жовтня — Микола Миколайович Караченцов, російський актор театру і кіно.
- 28 жовтня — Колюш, французький комедійний актор.
- 29 жовтня — Роббі ван Леейвен, голландський рок-музикант (Shocking Blue).
- 2 листопада — Кейт Емерсон, американський рок-музикант
- 10 листопада — Аскар Акаєв, президент Киргизії (з 1990 р.)
- 17 листопада — Денні Девіто, американський актор, режисер.
- 3 грудня — Деві Аркадьєв, український спортивний журналіст.
- 19 грудня — Анастасія Олександрівна Вертинська, російська акторка.
- 20 грудня — Боббі Коломбі, американський музикант, співак (Blood, Sweat & Tears).
- 27 грудня — Мік Джонс, англійський рок-музикант, засновник групи Foreigner.

## Померли
Дивись також Категорія:Померли 1944
- 10 лютого — Ежен Мішель Антоніаді, французький астроном.
- 9 березня - Конякін Олександр Федорович, Герой Радянського Союзу
- 13 березня — Сімович Василь Іванович, визначний український мовознавець, філолог і культурний діяч.
- 30 липня — Полікарпов Микола Миколайович, радянський авіаконструктор, в колах пов'язаних з авіабудуванням мав неофіційний статус «Короля винищувачів».
- 31 липня — Антуан де Сент-Екзюпері, французький письменник та авіатор загинув під час виконання бойового завдання як пілот розвідувального літака.
- 11 серпня — Обата Хідейосі, японський полководець, генерал-лейтенант Імперської армії Японії.
- 21 вересня — Кошиць Олександр Антонович, український диригент, композитор і етнограф.
- 15 грудня — Гленн Міллер, американський джазмен. Загинув у авіакатастрофі над Ла-Маншем.
- 30 грудня — Ромен Роллан, французький письменник, музикознавець, театрознавець, мистецтвознавець, лауреат Нобелівської премії в галузі літератури.

## Нобелівська премія
- з фізики: Ісидор Рабі  —  «За резонансний метод вимірів магнітних властивостей атомних ядер»
- з хімії: Отто Ган — «За відкриття розщеплювання важких ядер»
- з медицини та фізіології: Джозеф Ерлангер та Герберт Спенсер Гассер — «За відкриття, пов'язані з високодиференційованими функціями деяких нервових волокон»
- з літератури: Йоганнес Вільгельм Єнсен
- премія миру: Міжнародний комітет Червоного Хреста — «МЧХ своєю діяльністю в роки війни повернув значення основоположним принципам солідарності людства, ототожнивши життєві інтереси народів і потребу в примиренні».